# Booker Prize/Bester Roman
Gewinner und nominierte Romane für den Booker Prize. Die Auszeichnung war von 1969 bis 2013 Autoren aus dem Vereinigten Königreich, Irland oder dem Commonwealth vorbehalten. Seit der Preisverleihung im Jahr 2014 ist der Booker Prize für englischsprachige Romane offen, die im Vereinigten Königreich veröffentlicht wurden.
Am häufigsten ausgezeichnet wurden britische Autoren (28 Siege, darunter Schriftsteller mit doppelter Staatsangehörigkeit wie J. G. Farrell, Iris Murdoch oder V. S. Naipaul), gefolgt von ihren Kollegen aus Australien und Irland (je fünf Erfolge), Südafrika (vier), Indien und Kanada (je drei) und Neuseeland (zwei Siege). Seit 2001 werden auch die in der Vorauswahl („Longlist“) befindlichen Bücher veröffentlicht, die in den letzten Jahren sechs bis sieben weitere Titel ausmachten.
Als bislang einzige Autorin einer Kurzgeschichtensammlung gelangte die Kanadierin Alice Munro 1980 für The Beggar Maid auf die Shortlist, ohne aber den Preis zu gewinnen.
| Statistik                          | Name             | Anzahl | Jahr                                 |
| ---------------------------------- | ---------------- | ------ | ------------------------------------ |
| Häufigste Auszeichnungen           | Margaret Atwood  | 2      | 2000, 2019                           |
| Häufigste Auszeichnungen           | Peter Carey      | 2      | 1988, 2001                           |
| Häufigste Auszeichnungen           | J. M. Coetzee    | 2      | 1983, 1999                           |
| Häufigste Auszeichnungen           | Hilary Mantel    | 2      | 2009, 2012                           |
| Häufigste Nominierungen (* = Sieg) | Margaret Atwood  | 6      | 1986, 1989, 1996, 2000*, 2003, 2019* |
| Häufigste Nominierungen (* = Sieg) | Iris Murdoch     | 6      | 1969, 1970, 1973, 1978*, 1985, 1987  |
| Häufigste Nominierungen ohne Sieg  | Beryl Bainbridge | 5      | 1973, 1974, 1990, 1996, 1998         |

## Preisträger und Nominierte auf der Shortlist
Die Gewinner stehen farblich hervorgehoben an erster Stelle eines Jahrgangs. 1974, 1992 und 2019 konnte sich die Jury nicht auf einen Gewinner einigen und prämierte jeweils zwei Romane.
| Jahr | Preisträger/-in      | Roman                                       | Deutscher Titel                                         |
| ---- | -------------------- | ------------------------------------------- | ------------------------------------------------------- |
| 1969 | P. H. Newby          | Something to Answer For                     | k. A.                                                   |
| 1969 | Barry England        | Figures in a Landscape                      | Die Flucht                                              |
| 1969 | Nicholas Mosley      | Impossible Object                           | k. A.                                                   |
| 1969 | Iris Murdoch         | The Nice and the Good                       | Lauter feine Leute                                      |
| 1969 | Muriel Spark         | The Public Image                            | In den Augen der Öffentlichkeit                         |
| 1969 | G. M. Williams       | From Scenes like These                      | k. A.                                                   |
| 1970 | Bernice Rubens       | The Elected Member                          | k. A.                                                   |
| 1970 | A. L. Barker         | John Brown’s Body                           | k. A.                                                   |
| 1970 | Elizabeth Bowen      | Eva Trout                                   | Seine einzige Tochter                                   |
| 1970 | Iris Murdoch         | Bruno’s Dream                               | k. A.                                                   |
| 1970 | William Trevor       | Mrs Eckdorf in O’Neill’s Hotel              | k. A.                                                   |
| 1970 | T. W. Wheeler        | The Conjunction                             | k. A.                                                   |
| 1971 | V. S. Naipaul        | In a Free State                             | In einem freien Land                                    |
| 1971 | Thomas Kilroy        | The Big Chapel                              | k. A.                                                   |
| 1971 | Doris Lessing        | Briefing for a Descent into Hell            | Anweisung für einen Abstieg zur Hölle                   |
| 1971 | Mordecai Richler     | St Urbain’s Horseman                        | Der Traum des Jakob Hersch                              |
| 1971 | Derek Robinson       | Goshawk Squadron                            | k. A.                                                   |
| 1971 | Elizabeth Taylor     | Mrs. Palfrey at the Claremont               | Mrs Palfrey im Claremont                                |
| 1972 | John Berger          | G.                                          | G.                                                      |
| 1972 | Susan Hill           | The Bird of Night                           | k. A.                                                   |
| 1972 | Thomas Keneally      | The Chant of Jimmie Blacksmith              | Australische Ballade                                    |
| 1972 | David Storey         | Pasmore                                     | k. A.                                                   |
| 1973 | J. G. Farrell        | The Siege of Krishnapur                     | Die Belagerung von Krishnapur                           |
| 1973 | Beryl Bainbridge     | The Dressmaker                              | k. A.                                                   |
| 1973 | Elizabeth Mavor      | The Green Equinox                           | k. A.                                                   |
| 1973 | Iris Murdoch         | The Black Prince                            | Der schwarze Prinz                                      |
| 1974 | Nadine Gordimer      | The Conservationist                         | Der Besitzer                                            |
| 1974 | Stanley Middleton    | Holiday                                     | k. A.                                                   |
| 1974 | Kingsley Amis        | Ending Up                                   | k. A.                                                   |
| 1974 | Beryl Bainbridge     | The Bottle Factory Outing                   | Der Ausflug                                             |
| 1974 | C. P. Snow           | In Their Wisdom                             | k. A.                                                   |
| 1975 | Ruth Prawer Jhabvala | Heat and Dust                               | Hitze und Staub                                         |
| 1975 | Thomas Keneally      | Gossip from the Forest                      | k. A.                                                   |
| 1976 | David Storey         | Saville                                     | k. A.                                                   |
| 1976 | André Brink          | An Instant in the Wind                      | Stimmen im Wind                                         |
| 1976 | R. C. Hutchinson     | Rising                                      | k. A.                                                   |
| 1976 | Brian Moore          | The Doctor’s Wife                           | Die Frau des Arztes                                     |
| 1976 | Julian Rathbone      | King Fisher Lives                           | k. A.                                                   |
| 1976 | William Trevor       | The Children of Dynmouth                    | Die Kinder von Dynmouth                                 |
| 1977 | Paul Scott           | Staying On                                  | Nachspiel                                               |
| 1977 | Paul Bailey          | Peter Smart’s Confessions                   | k. A.                                                   |
| 1977 | Caroline Blackwood   | Great Granny Webster                        | Uroma Webster                                           |
| 1977 | Jennifer Johnston    | Shadows on our Skin                         | k. A.                                                   |
| 1977 | Penelope Lively      | The Road to Lichfield                       | Ein Schritt vom Wege                                    |
| 1977 | Barbara Pym          | Quartet in Autumn                           | Quartett im Herbst                                      |
| 1978 | Iris Murdoch         | The Sea, the Sea                            | Das Meer, das Meer                                      |
| 1978 | Kingsley Amis        | Jake’s Thing                                | k. A.                                                   |
| 1978 | André Brink          | Rumours of Rain                             | k. A.                                                   |
| 1978 | Penelope Fitzgerald  | The Bookshop                                | Die Buchhandlung                                        |
| 1978 | Jane Gardam          | God on the Rocks                            | Mädchen auf den Felsen                                  |
| 1978 | Bernice Rubens       | A Five-Year Sentence                        | k. A.                                                   |
| 1979 | Penelope Fitzgerald  | Offshore                                    | Ein Hausboot auf der Themse                             |
| 1979 | Thomas Keneally      | Confederates                                | k. A.                                                   |
| 1979 | V. S. Naipaul        | A Bend in the River                         | An der Biegung des großen Flusses                       |
| 1979 | Julian Rathbone      | Joseph                                      | k. A.                                                   |
| 1979 | Fay Weldon           | Praxis                                      | Die Decke des Glücks                                    |
| 1980 | William Golding      | Rites of Passage                            | Äquatortaufe                                            |
| 1980 | Anthony Burgess      | Earthly Powers                              | Der Fürst der Phantome                                  |
| 1980 | J. L. Carr           | A Month in the Country                      | Ein Monat auf dem Land                                  |
| 1980 | Anita Desai          | Clear Light of Day                          | Im hellen Licht des Tages                               |
| 1980 | Alice Munro          | The Beggar Maid                             | Das Bettlermädchen                                      |
| 1980 | Julia O’Faolain      | No Country for Young Men                    | k. A.                                                   |
| 1980 | Barry Unsworth       | Pascali’s Island                            | Pascalis Insel                                          |
| 1981 | Salman Rushdie       | Midnight’s Children                         | Mitternachtskinder                                      |
| 1981 | Molly Keane          | Good Behaviour                              | Eine böse Geschichte                                    |
| 1981 | Doris Lessing        | The Sirian Experiments                      | Die sirianischen Versuche                               |
| 1981 | Ian McEwan           | The Comfort of Strangers                    | Der Trost von Fremden                                   |
| 1981 | Ann Schlee           | Rhine Journey                               | k. A.                                                   |
| 1981 | Muriel Spark         | Loitering with Intent                       | Vorsätzlich herumlungern                                |
| 1981 | D. M. Thomas         | The White Hotel                             | Das weiße Hotel                                         |
| 1982 | Thomas Keneally      | Schindler’s Ark                             | Schindlers Liste                                        |
| 1982 | John Arden           | Silence Among the Weapons                   | k. A.                                                   |
| 1982 | William Boyd         | An Ice-Cream War                            | Zum Nachtisch Krieg / Der Eiskrem-Krieg                 |
| 1982 | Lawrence Durrell     | Constance or Solitary Practices             | Constance oder private Praktiken                        |
| 1982 | Alice Thomas Ellis   | The 27th Kingdom                            | k. A.                                                   |
| 1982 | Timothy Mo           | Sour Sweet                                  | k. A.                                                   |
| 1983 | J. M. Coetzee        | Life & Times of Michael K                   | Leben und Zeit des Michael K.                           |
| 1983 | Malcolm Bradbury     | Rates of Exchange                           | Wechselkurse                                            |
| 1983 | John Fuller          | Flying to Nowhere                           | Träume vom Fliegen                                      |
| 1983 | Anita Mason          | The Illusionist                             | k. A.                                                   |
| 1983 | Salman Rushdie       | Shame                                       | Scham und Schande                                       |
| 1983 | Graham Swift         | Waterland                                   | Wasserland                                              |
| 1984 | Anita Brookner       | Hotel du Lac                                | Hotel du Lac                                            |
| 1984 | J. G. Ballard        | Empire of the Sun                           | Das Reich der Sonne                                     |
| 1984 | Julian Barnes        | Flaubert’s Parrot                           | Flauberts Papagei                                       |
| 1984 | Anita Desai          | In Custody                                  | Der Hüter der wahren Freundschaft                       |
| 1984 | Penelope Lively      | According to Mark                           | k. A.                                                   |
| 1984 | David Lodge          | Small World                                 | Schnitzeljagd                                           |
| 1985 | Keri Hulme           | The Bone People                             | Unter dem Tagmond                                       |
| 1985 | Peter Carey          | Illywhacker                                 | Illywhacker                                             |
| 1985 | J. L. Carr           | The Battle of Pollocks Crossing             | k. A.                                                   |
| 1985 | Doris Lessing        | The Good Terrorist                          | Die Terroristin                                         |
| 1985 | Jan Morris           | Last Letters from Hav                       | k. A.                                                   |
| 1985 | Iris Murdoch         | The Good Apprentice                         | In guter Absicht                                        |
| 1986 | Kingsley Amis        | The Old Devils                              | k. A.                                                   |
| 1986 | Margaret Atwood      | The Handmaid’s Tale                         | Der Report der Magd                                     |
| 1986 | Paul Bailey          | Gabriel’s Lament                            | k. A.                                                   |
| 1986 | Robertson Davies     | What’s Bred in the Bone                     | Was du ererbt von deinen Vätern …                       |
| 1986 | Kazuo Ishiguro       | An Artist of the Floating World             | Der Maler der fließenden Welt                           |
| 1986 | Timothy Mo           | An Insular Possession                       | k. A.                                                   |
| 1987 | Penelope Lively      | Moon Tiger                                  | Moon Tiger                                              |
| 1987 | Chinua Achebe        | Anthills of the Savannah                    | Termitenhügel in der Savanne                            |
| 1987 | Peter Ackroyd        | Chatterton                                  | Chatterton                                              |
| 1987 | Nina Bawden          | Circles of Deceit                           | Kunst der Täuschung                                     |
| 1987 | Brian Moore          | The Colour of Blood                         | Die Farbe des Blutes                                    |
| 1987 | Iris Murdoch         | The Book and the Brotherhood                | k. A.                                                   |
| 1988 | Peter Carey          | Oscar and Lucinda                           | Oscar und Lucinda                                       |
| 1988 | Bruce Chatwin        | Utz                                         | Utz                                                     |
| 1988 | Penelope Fitzgerald  | The Beginning of Spring                     | Frühlingsanfang                                         |
| 1988 | David Lodge          | Nice Work                                   | Saubere Arbeit                                          |
| 1988 | Salman Rushdie       | The Satanic Verses                          | Die satanischen Verse                                   |
| 1988 | Marina Warner        | The Lost Father                             | Der verlorene Vater                                     |
| 1989 | Kazuo Ishiguro       | The Remains of the Day                      | Was vom Tage übrigblieb                                 |
| 1989 | Margaret Atwood      | Cat’s Eye                                   | Katzenauge                                              |
| 1989 | John Banville        | The Book of Evidence                        | Das Buch der Beweise                                    |
| 1989 | Sybille Bedford      | Jigsaw                                      | Jigsaw                                                  |
| 1989 | James Kelman         | A Disaffection                              | Sieben Tage im Leben eines Rebellen                     |
| 1989 | Rose Tremain         | Restoration                                 | Des Königs Narr                                         |
| 1990 | A. S. Byatt          | Possession: A Romance                       | Besessen                                                |
| 1990 | Beryl Bainbridge     | An Awfully Big Adventure                    | Eine sachliche Romanze                                  |
| 1990 | Penelope Fitzgerald  | The Gate of Angels                          | Das Engelstor                                           |
| 1990 | John McGahern        | Amongst Women                               | Unter Frauen                                            |
| 1990 | Brian Moore          | Lies of Silence                             | Dillon                                                  |
| 1990 | Mordecai Richler     | Solomon Gursky Was Here                     | Solomon Gursky war hier                                 |
| 1991 | Ben Okri             | The Famished Road                           | Die hungrige Straße                                     |
| 1991 | Martin Amis          | Time’s Arrow                                | Pfeil der Zeit                                          |
| 1991 | Roddy Doyle          | The Van                                     | Fish & Chips                                            |
| 1991 | Rohinton Mistry      | Such a Long Journey                         | So eine lange Reise                                     |
| 1991 | Timothy Mo           | The Redundancy of Courage                   | k. A.                                                   |
| 1991 | William Trevor       | Reading Turgenev                            | Turgenjews Schatten                                     |
| 1992 | Michael Ondaatje     | The English Patient                         | Der englische Patient                                   |
| 1992 | Barry Unsworth       | Sacred Hunger                               | Das Sklavenschiff                                       |
| 1992 | Christopher Hope     | Serenity House                              | Die Wonnen der Vergänglichkeit                          |
| 1992 | Patrick McCabe       | The Butcher Boy                             | Der Schlächterbursche                                   |
| 1992 | Ian McEwan           | Black Dogs                                  | Schwarze Hunde                                          |
| 1992 | Michèle Roberts      | Daughters of the House                      | k. A.                                                   |
| 1993 | Roddy Doyle          | Paddy Clarke Ha Ha Ha                       | Paddy Clarke Ha Ha Ha                                   |
| 1993 | Tibor Fischer        | Under the Frog                              | Stalin oder ich                                         |
| 1993 | Michael Ignatieff    | Scar Tissue                                 | Die Lichter auf der Brücke eines sinkenden Schiffs      |
| 1993 | David Malouf         | Remembering Babylon                         | Jenseits von Babylon                                    |
| 1993 | Caryl Phillips       | Crossing the River                          | Jenseits des Flusses                                    |
| 1993 | Carol Shields        | The Stone Diaries                           | Das Tagebuch der Daisy Goodwill                         |
| 1994 | James Kelman         | How late it was, how late                   | Spät war es, so spät                                    |
| 1994 | Romesh Gunesekera    | Reef                                        | Riff                                                    |
| 1994 | Abdulrazak Gurnah    | Paradise                                    | Das verlorene Paradies                                  |
| 1994 | Alan Hollinghurst    | The Folding Star                            | Der Hirtenstern                                         |
| 1994 | George Mackay Brown  | Beside the Ocean of Time                    | Taugenichts und DichterTraum                            |
| 1994 | Jill Paton Walsh     | Knowledge of Angels                         | Das Wissen der Engel                                    |
| 1995 | Pat Barker           | The Ghost Road                              | Die Straße der Geister                                  |
| 1995 | Justin Cartwright    | In Every Face I Meet                        | k. A.                                                   |
| 1995 | Salman Rushdie       | The Moor’s Last Sigh                        | Des Mauren letzter Seufzer                              |
| 1995 | Barry Unsworth       | Morality Play                               | Die Masken der Wahrheit                                 |
| 1995 | Tim Winton           | The Riders                                  | Getrieben                                               |
| 1996 | Graham Swift         | Last Orders                                 | Letzte Runde                                            |
| 1996 | Margaret Atwood      | Alias Grace                                 | Alias Grace                                             |
| 1996 | Beryl Bainbridge     | Every Man for Himself                       | Nachtlicht                                              |
| 1996 | Seamus Deane         | Reading in the Dark                         | Im Dunkeln lesen                                        |
| 1996 | Shena Mackay         | The Orchard on Fire                         | Der brennende Obstgarten                                |
| 1996 | Rohinton Mistry      | A Fine Balance                              | Das Gleichgewicht der Welt                              |
| 1997 | Arundhati Roy        | The God of Small Things                     | Der Gott der kleinen Dinge                              |
| 1997 | Jim Crace            | Quarantine                                  | Die Versuchung in der Wüste                             |
| 1997 | Mick Jackson         | The Underground Man                         | Der Untergrundmann                                      |
| 1997 | Bernard MacLaverty   | Grace Notes                                 | Annas Lied                                              |
| 1997 | Tim Parks            | Europa                                      | Europa                                                  |
| 1997 | Madeleine St John    | The Essence of the Thing                    | Eine Liebe in Notting Hill                              |
| 1998 | Ian McEwan           | Amsterdam                                   | Amsterdam                                               |
| 1998 | Beryl Bainbridge     | Master Georgie                              | Master Georgie                                          |
| 1998 | Julian Barnes        | England, England                            | England, England                                        |
| 1998 | Martin Booth         | The Industry of Souls                       | Schuriks Geburtstag                                     |
| 1998 | Patrick McCabe       | Breakfast on Pluto                          | Breakfast on Pluto                                      |
| 1998 | Magnus Mills         | The Restraint of Beasts                     | Die Herren der Zäune                                    |
| 1999 | J. M. Coetzee        | Disgrace                                    | Schande                                                 |
| 1999 | Anita Desai          | Fasting, Feasting                           | k. A.                                                   |
| 1999 | Michael Frayn        | Headlong                                    | Das verschollene Bild                                   |
| 1999 | Andrew O’Hagan       | Our Fathers                                 | Dunkles Herz                                            |
| 1999 | Ahdaf Soueif         | The Map of Love                             | Die Landkarte der Liebe                                 |
| 1999 | Colm Tóibín          | The Blackwater Lightship                    | Das Feuerschiff von Blackwater                          |
| 2000 | Margaret Atwood      | The Blind Assassin                          | Der blinde Mörder                                       |
| 2000 | Trezza Azzopardi     | The Hiding Place                            | Das Versteck                                            |
| 2000 | Michael Collins      | The Keepers of Truth                        | Tödliche Schlagzeilen                                   |
| 2000 | Kazuo Ishiguro       | When We Were Orphans                        | Als wir Waisen waren                                    |
| 2000 | Matthew Kneale       | English Passengers                          | Englische Passagiere                                    |
| 2000 | Brian O’Doherty      | The Deposition of Father McGreevy           | Aufzeichnungen eines Landpfarrers                       |
| 2001 | Peter Carey          | True History of the Kelly Gang              | Die wahre Geschichte von Ned Kelly und seiner Gang      |
| 2001 | Ian McEwan           | Atonement                                   | Abbitte                                                 |
| 2001 | Andrew Miller        | Oxygen                                      | Zehn oder fünfzehn der glücklichsten Momente des Lebens |
| 2001 | David Mitchell       | number9dream                                | Number 9 dream                                          |
| 2001 | Rachel Seiffert      | The Dark Room                               | Die dunkle Kammer                                       |
| 2001 | Ali Smith            | Hotel World                                 | Im Hotel                                                |
| 2002 | Yann Martel          | Life of Pi                                  | Schiffbruch mit Tiger                                   |
| 2002 | Rohinton Mistry      | Family Matters                              | Die Quadratur des Glücks                                |
| 2002 | Carol Shields        | Unless                                      | Die Geschichte der Reta Winters                         |
| 2002 | William Trevor       | The Story of Lucy Gault                     | Die Geschichte der Lucy Gault                           |
| 2002 | Sarah Waters         | Fingersmith                                 | Solange du lügst                                        |
| 2002 | Tim Winton           | Dirt Music                                  | Der singende Baum                                       |
| 2003 | DBC Pierre           | Vernon God Little                           | Jesus von Texas                                         |
| 2003 | Monica Ali           | Brick Lane                                  | Brick Lane                                              |
| 2003 | Margaret Atwood      | Oryx and Crake                              | Oryx und Crake                                          |
| 2003 | Damon Galgut         | The Good Doctor                             | Der gute Doktor                                         |
| 2003 | Zoë Heller           | Notes on a Scandal                          | Tagebuch einer Verführung / Tagebuch eines Skandals     |
| 2003 | Clare Morrall        | Astonishing Splashes of Colour              | Porträt einer Unsichtbaren                              |
| 2004 | Alan Hollinghurst    | The Line of Beauty                          | Die Schönheitslinie                                     |
| 2004 | Achmat Dangor        | Bitter Fruit                                | k. A.                                                   |
| 2004 | Sarah Hall           | The Electric Michelangelo                   | Der elektrische Michelangelo                            |
| 2004 | David Mitchell       | Cloud Atlas                                 | Der Wolkenatlas                                         |
| 2004 | Colm Tóibín          | The Master                                  | Porträt des Meisters in mittleren Jahren                |
| 2004 | Gerard Woodward      | I’ll Go to Bed at Noon                      | k. A.                                                   |
| 2005 | John Banville        | The Sea                                     | Die See                                                 |
| 2005 | Julian Barnes        | Arthur & George                             | Arthur & George                                         |
| 2005 | Sebastian Barry      | A Long Long Way                             | Ein langer, langer Weg                                  |
| 2005 | Kazuo Ishiguro       | Never Let Me Go                             | Alles, was wir geben mussten                            |
| 2005 | Ali Smith            | The Accidental                              | Die Zufällige                                           |
| 2005 | Zadie Smith          | On Beauty                                   | Von der Schönheit                                       |
| 2006 | Kiran Desai          | The Inheritance of Loss                     | Erbin des verlorenen Landes                             |
| 2006 | Kate Grenville       | The Secret River                            | Der verborgene Fluss                                    |
| 2006 | M. J. Hyland         | Carry Me Down                               | Die Liste der Lügen                                     |
| 2006 | Hisham Matar         | In the Country of Men                       | Im Land der Männer                                      |
| 2006 | Edward St. Aubyn     | Mother’s Milk                               | Muttermilch                                             |
| 2006 | Sarah Waters         | The Night Watch                             | Die Frauen von London                                   |
| 2007 | Anne Enright         | The Gathering                               | Das Familientreffen                                     |
| 2007 | Nicola Barker        | Darkmans                                    | k. A.                                                   |
| 2007 | Mohsin Hamid         | The Reluctant Fundamentalist                | Der Fundamentalist, der keiner sein wollte              |
| 2007 | Lloyd Jones          | Mister Pip                                  | Mister Pip                                              |
| 2007 | Ian McEwan           | On Chesil Beach                             | Am Strand                                               |
| 2007 | Indra Sinha          | Animal’s People                             | Menschentier                                            |
| 2008 | Aravind Adiga        | The White Tiger                             | Der weiße Tiger                                         |
| 2008 | Sebastian Barry      | The Secret Scripture                        | Ein verborgenes Leben                                   |
| 2008 | Amitav Ghosh         | Sea of Poppies                              | Das mohnrote Meer                                       |
| 2008 | Linda Grant          | The Clothes on Their Backs                  | nicht bekannt                                           |
| 2008 | Philip Hensher       | The Northern Clemency                       | k. A.                                                   |
| 2008 | Steve Toltz          | A Fraction of the Whole                     | Vatermord und andere Familienvergnügen                  |
| 2009 | Hilary Mantel        | Wolf Hall                                   | Wölfe                                                   |
| 2009 | A. S. Byatt          | The Children’s Book                         | Das Buch der Kinder                                     |
| 2009 | J. M. Coetzee        | Summertime                                  | Sommer des Lebens                                       |
| 2009 | Adam Foulds          | The Quickening Maze                         | k. A.                                                   |
| 2009 | Simon Mawer          | The Glass Room                              | k. A.                                                   |
| 2009 | Sarah Waters         | The Little Stranger                         | Die Besucher                                            |
| 2010 | Howard Jacobson      | The Finkler Question                        | Die Finkler-Frage                                       |
| 2010 | Peter Carey          | Parrot and Olivier in America               | Parrot und Olivier in Amerika                           |
| 2010 | Emma Donoghue        | Room                                        | Raum                                                    |
| 2010 | Damon Galgut         | In a Strange Room                           | In fremden Räumen                                       |
| 2010 | Andrea Levy          | The Long Song                               | Das lange Lied eines Lebens                             |
| 2010 | Tom McCarthy         | C.                                          | K.                                                      |
| 2011 | Julian Barnes        | The Sense of an Ending                      | Vom Ende einer Geschichte                               |
| 2011 | Carol Birch          | Jamrach’s Menagerie                         | Der Atem der Welt                                       |
| 2011 | Patrick deWitt       | The Sisters Brothers                        | Die Sisters Brothers                                    |
| 2011 | Esi Edugyan          | Half-Blood Blues                            | Spiel’s noch einmal                                     |
| 2011 | Stephen Kelman       | Pigeon English                              | Pigeon English                                          |
| 2011 | A. D. Miller         | Snowdrops                                   | Die eiskalte Jahreszeit der Liebe                       |
| 2012 | Hilary Mantel        | Bring Up the Bodies                         | Falken                                                  |
| 2012 | Deborah Levy         | Swimming Home                               | Heim schwimmen                                          |
| 2012 | Alison Moore         | The Lighthouse                              | k. A.                                                   |
| 2012 | Will Self            | Umbrella                                    | Regenschirm                                             |
| 2012 | Tan Twan Eng         | The Garden of Evening Mists                 | Der Garten der Abendnebel                               |
| 2012 | Jeet Thayil          | Narcopolis                                  | Narcopolis                                              |
| 2013 | Eleanor Catton       | The Luminaries                              | Die Gestirne                                            |
| 2013 | NoViolet Bulawayo    | We Need New Names                           | Wir brauchen neue Namen                                 |
| 2013 | Jim Crace            | Harvest                                     | k. A.                                                   |
| 2013 | Jhumpa Lahiri        | The Lowland                                 | Das Tiefland                                            |
| 2013 | Ruth Ozeki           | A Tale for the Time Being                   | Geschichte für einen Augenblick                         |
| 2013 | Colm Tóibín          | The Testament of Mary                       | Marias Testament                                        |
| 2014 | Richard Flanagan     | The Narrow Road to the Deep North           | Der schmale Pfad durchs Hinterland                      |
| 2014 | Joshua Ferris        | To Rise Again at a Decent Hour              | Mein fremdes Leben                                      |
| 2014 | Karen Joy Fowler     | We Are All Completely Beside Ourselves      | Die fabelhaften Schwestern der Familie Cooke            |
| 2014 | Howard Jacobson      | J                                           | J                                                       |
| 2014 | Neel Mukherjee       | The Lives of Others                         | In anderen Herzen                                       |
| 2014 | Ali Smith            | How to Be Both                              | Beides sein                                             |
| 2015 | Marlon James         | A Brief History of Seven Killings           | Eine kurze Geschichte von sieben Morden                 |
| 2015 | Tom McCarthy         | Satin Island                                | Satin Island                                            |
| 2015 | Chigozie Obioma      | The Fishermen                               | Der dunkle Fluss                                        |
| 2015 | Sunjeev Sahota       | The Year of the Runaways                    | k. A.                                                   |
| 2015 | Anne Tyler           | A Spool of Blue Thread                      | Der leuchtend blaue Faden                               |
| 2015 | Hanya Yanagihara     | A Little Life                               | Ein wenig Leben                                         |
| 2016 | Paul Beatty          | The Sellout                                 | Der Verräter                                            |
| 2016 | Deborah Levy         | Hot Milk                                    | Heiße Milch                                             |
| 2016 | Graeme Macrae Burnet | His Bloody Project                          | Sein blutiges Projekt                                   |
| 2016 | Ottessa Moshfegh     | Eileen                                      | Eileen                                                  |
| 2016 | David Szalay         | All That Man Is                             | Was ein Mann ist                                        |
| 2016 | Madeleine Thien      | Do Not Say We Have Nothing                  | Sag nicht, wir hätten gar nichts                        |
| 2017 | George Saunders      | Lincoln in the Bardo                        | Lincoln im Bardo                                        |
| 2017 | Paul Auster          | 4 3 2 1                                     | 4 3 2 1                                                 |
| 2017 | Emily Fridlund       | History of Wolves                           | Eine Geschichte der Wölfe                               |
| 2017 | Mohsin Hamid         | Exit West                                   | Exit West                                               |
| 2017 | Fiona Mozley         | Elmet                                       | Elmet                                                   |
| 2017 | Ali Smith            | Autumn                                      | Herbst                                                  |
| 2018 | Anna Burns           | Milkman                                     | Milchmann                                               |
| 2018 | Esi Edugyan          | Washington Black                            | Washington Black                                        |
| 2018 | Daisy Johnson        | Everything Under                            | Untertauchen                                            |
| 2018 | Rachel Kushner       | The Mars Room                               | Ich bin ein Schicksal                                   |
| 2018 | Richard Powers       | The Overstory                               | Die Wurzeln des Lebens                                  |
| 2018 | Robin Robertson      | The Long Take                               | Wie man langsamer verliert                              |
| 2019 | Margaret Atwood      | The Testaments                              | Die Zeuginnen                                           |
| 2019 | Bernardine Evaristo  | Girl, Woman, Other                          | Mädchen, Frau etc.                                      |
| 2019 | Lucy Ellmann         | Ducks, Newburyport                          | k. A.                                                   |
| 2019 | Chigozie Obioma      | An Orchestra of Minorities                  | Das Weinen der Vögel                                    |
| 2019 | Salman Rushdie       | Quichotte                                   | Quichotte                                               |
| 2019 | Elif Shafak          | 10 Minutes 38 Seconds In This Strange World | Unerhörte Stimmen                                       |
| 2020 | Douglas Stuart       | Shuggie Bain                                | Shuggie Bain                                            |
| 2020 | Diane Cook           | The New Wilderness                          | Die neue Wildnis                                        |
| 2020 | Tsitsi Dangarembga   | This Mournable Body                         | Überleben                                               |
| 2020 | Avni Doshi           | Burnt Sugar                                 | Bitterer Zucker                                         |
| 2020 | Maaza Mengiste       | The Shadow King                             | Der Schattenkönig                                       |
| 2020 | Brandon Taylor       | Real Life                                   | Real Life                                               |
| 2021 | Damon Galgut         | The Promise                                 | Das Versprechen                                         |
| 2021 | Anuk Arudpragasam    | A Passage North                             | Nach Norden                                             |
| 2021 | Patricia Lockwood    | No One Is Talking About This                | Und keiner spricht darüber                              |
| 2021 | Nadifa Mohamed       | The Fortune Men                             | Der Geist von Tiger Bay                                 |
| 2021 | Richard Powers       | Bewilderment                                | Erstaunen                                               |
| 2021 | Maggie Shipstead     | Great Circle                                | Kreiseziehen                                            |
| 2022 | Shehan Karunatilaka  | The Seven Moons of Maali Almeida            | Die sieben Monde des Maali Almeida                      |
| 2022 | NoViolet Bulawayo    | Glory                                       | Glory                                                   |
| 2022 | Percival Everett     | The Trees                                   | Die Bäume                                               |
| 2022 | Alan Garner          | Treacle Walker                              | Treacle Walker – Der Wanderheiler                       |
| 2022 | Claire Keegan        | Small Things Like These                     | Kleine Dinge wie diese                                  |
| 2022 | Elizabeth Strout     | Oh William!                                 | Oh William!                                             |
| 2023 | Paul Lynch           | Prophet Song                                | Das Lied des Propheten                                  |
| 2023 | Sarah Bernstein      | Study for Obedience                         | k. A.                                                   |
| 2023 | Jonathan Escoffery   | If I Survive You                            | Falls ich dich überlebe                                 |
| 2023 | Paul Harding         | This Other Eden                             | Sein Garten Eden                                        |
| 2023 | Chetna Maroo         | Western Lane                                | Western Lane                                            |
| 2023 | Paul Murray          | The Bee Sting                               | Der Stich der Biene                                     |
| 2024 | Samantha Harvey      | Orbital                                     | Umlaufbahnen                                            |
| 2024 | Percival Everett     | James                                       | James                                                   |
| 2024 | Rachel Kushner       | Creation Lake                               | See der Schöpfung                                       |
| 2024 | Anne Michaels        | Held                                        | Zeitpfade                                               |
| 2024 | Charlotte Wood       | Stone Yard Devotional                       | Tage mit mir                                            |
| 2024 | Yael van der Wouden  | The Safekeep                                | In ihrem Haus                                           |